# Campagna dei cento fiori

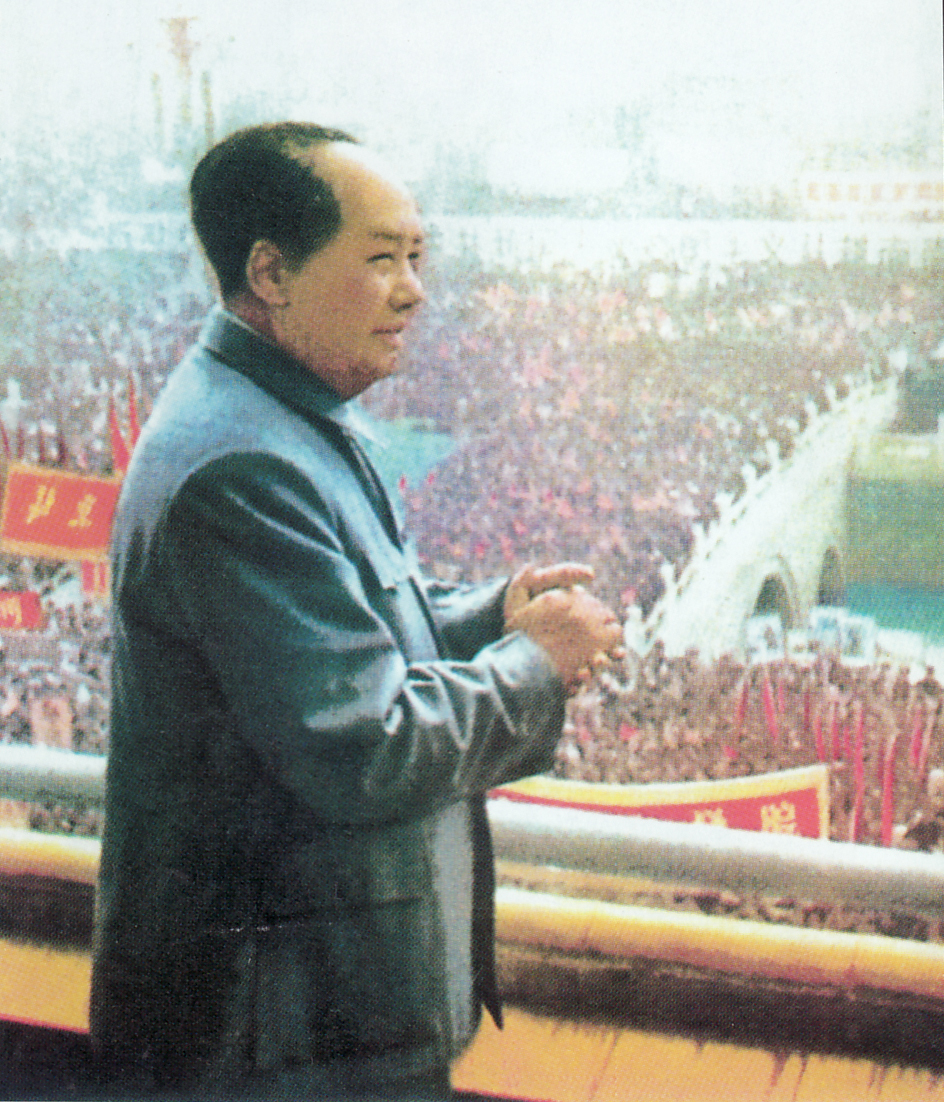
Mao Zedong fu il principale ispiratore della campagna dei cento fiori: in questa immagine degli anni Cinquanta lo vediamo arringare la folla.

Con la locuzione campagna dei cento fiori (百花運動T, 百花运动S, Bǎihuā yùndòngP) si indica una stagione di liberalizzazione della vita culturale, politica, economica e sociale avviata in Cina negli anni cinquanta. Il termine deriva da una frase pronunciata dal leader comunista Mao Zedong in un suo celebre discorso del 1956 premeditando l’epurazione degli oppositori: "che cento fiori fioriscano, che cento scuole di pensiero gareggino". La campagna avrà realmente inizio nel 1957.

## Caratteristiche
Promossa ed incoraggiata dai più influenti dirigenti del Partito Comunista Cinese, la campagna dei cento fiori venne avviata in concomitanza con la destalinizzazione che Nikita Chruščёv stava effettuando in URSS. Probabilmente lo scopo principale era quello di garantirsi una maggior legittimazione chiamando tutti i cinesi a partecipare allo sviluppo economico. Per alcuni, questo nuovo scenario politico fu creato ad arte da Mao Zedong per prendere le distanze dal comunismo sovietico; per altri ancora, la Campagna fu un sincero tentativo di rendere più democratica la Repubblica Popolare cinese.
Attraverso giornalisti, riviste, pamphlet e soprattutto dazibao (manifesti murali), intellettuali, studenti e uomini politici (soprattutto quelli di basso rango gerarchico, ovvero quelli poco noti) espressero il loro punto di vista sui cruciali cambiamenti che la Cina aveva compiuto e sulle riforme da effettuare in futuro. Sebbene i "filo-maoisti" fossero in netta superiorità numerica, non mancarono voci contro il governo, sia provenienti da "destra" (cioè da capitalisti e da sostenitori della Repubblica di Taiwan), sia provenienti da "sinistra" (ovvero dai marxisti-leninisti ortodossi che non volevano nessun cambiamento rispetto all'ideologia principale di Karl Marx, Friedrich Engels, Vladimir Lenin).
Ben presto però, la situazione iniziò a sfuggire di mano, e le proteste si moltiplicarono e radicalizzarono, coinvolgendo il Partito stesso e la forma di Stato e legandosi con lo scontento di contadini ed operai. Mao decise allora di dichiarare conclusa l'esperienza della campagna dei cento fiori (1957). Ebbe quindi inizio la repressione (la cosiddetta campagna anti-destra). Ai molti intellettuali, studenti e politici che avevano aderito all'invito a manifestare liberamente il proprio pensiero, la fine della campagna riservò un destino beffardo: infatti, le loro dichiarazioni pubbliche ne facilitarono l'identificazione e l'arresto o l'invio nei campi di rieducazione.